# Razac-d'Eymet
Razac-d'Eymet è un comune francese di 303 abitanti situato nel dipartimento della Dordogna nella regione della Nuova Aquitania.

## Società

### Evoluzione demografica
Abitanti censiti